# Bảo tàng Cứu hỏa Subcarpathian ở Stara Wieś
Bảo tàng Cứu hỏa Subcarpathian ở Stara Wieś (tiếng Ba Lan: Podkarpackie Muzeum Pożarnictwa w Starej Wsi) là một bảo tàng tọa lạc tại làng Stara Wieś, xã Brzozów, huyện Brzozowski, tỉnh Podkarpackie, Ba Lan. Bảo tàng là một chi nhánh của Bảo tàng Khu vực ở Brzozów.

## Lịch sử hình thành
Bảo tàng Cứu hỏa Subcarpathian ở Stara Wieś được thành lập vào năm 1986 theo khởi xướng của Stanisław Dydek. Trụ sở của Bảo tàng là tòa nhà của đội lính cứu hỏa địa phương.

## Triển lãm
Bộ sưu tập của Bảo tàng Cứu hỏa Subcarpathian ở Stara Wieś hiện đang bao gồm các hiện vật và kỷ vật có liên quan đến lịch sử cứu hỏa được đặt trong sáu phòng trưng bày, bao gồm: xe cứu hỏa ngựa kéo được sản xuất vào năm 1928, xe Dodge (1950) và xe Star N71 (1952), xe kéo động cơ P81 (1953), vòi phun nước, mũ bảo hiểm và đồng phục của lính cứu hỏa, tài liệu, ảnh, và các thứ khác. Ngoài ra, một phần trong các bộ sưu tập của Bảo tàng là các hiện vật văn hóa dân gian: các công cụ cũ và vật dụng hàng ngày của cư dân địa phương.

## Giờ mở cửa
Bảo tàng Cứu hỏa Subcarpathian ở Stara Wieś chỉ mở cửa vào các ngày thứ Ba từ tháng Năm đến tháng Chín. Du khách muốn tham quan Bảo tàng có thể liên hệ với người phụ trách để sắp xếp trước.